# Port lotniczy Werona-Villafranca
Port lotniczy Werona-Villafranca (Port lotniczy Werona) – międzynarodowy port lotniczy położony 12 km na południowy zachód od centrum Werony. Jest jednym z największych portów lotniczych w regionie Veneto. W 2023 obsłużył około 3,4 mln pasażerów.

## Linie lotnicze i połączenia
| Linia Lotnicza        | Kierunek |
| --------------------- | --- |
| Aer Lingus            | 1. Dublin Sezonowe czartery: 1. Belfast-City |
| AeroItalia            | Sezonowo: 1. Alghero |
| Air Albania           | Sezonowo: 1. Tirana |
| airBaltic             | Sezonowo: 1. Ryga |
| Air Dolomiti          | 1. Frankfurt 2. Monachium |
| Air France            | Sezonowo: 1. Paryż-Charles de Gaulle |
| Bees Airlines         | 1. Bukareszt 2. Kiszyniów |
| Arkia                 | Sezonowo: 1. Tel Awiw |
| Bluebird Airways      | Sezonowo: 1. Tel Awiw |
| British Airways       | 1. Londyn-Gatwick |
| EasyJet               | 1. Londyn-Gatwick Sezonowo: 1. Bristol (od 6 grudnia 2025) 2. Manchester (od 20 grudnia 2025) |
| Eurowings             | Sezonowo: 1. Kolonia/Bonn 2. Düsseldorf 3. Hamburg Sezonowe czartery: 1. Kopenhaga |
| Finnair               | Sezonowo: 1. Helsinki |
| FlyOne                | 1. Kiszyniów |
| Icelandair            | 1. Reykjavik-Keflavík |
| Jet2.com              | 1. Manchester Sezonowo: 1. Belfast-International 2. Birmingham 3. Bristol 4. East Midlands 5. Edynburg 6. Glasgow 7. Leeds/Bradford 8. Londyn-Stansted 9. Newcastle |
| Neos                  | 1. Fuerteventura 2. La Romana 3. Marsa Alam 4. Szarm el-Szejk Sezonowo: 1. Amritsar 2. Brindisi 3. Cagliari 4. Cancun 5. Katania 6. Dakar-Diass 7. Enfidha 8. Gran Canaria 9. Heraklion 10. Ibiza 11. Karpathos 12. Kos 13. Lamezia Terme 14. Male 15. Marsa Matruh 16. Menorka 17. Monastyr 18. Montego Bay 19. Mykonos 20. Olbia 21. Palma de Mallorca 22. Reykjavik-Keflavík 23. Rodos 24. Santorini 25. Tel Awiw 26. Teneryfa-Południe 27. Zanzibar |
| Norwegian Air Shuttle | Sezonowo: 1. Oslo-Gardermoen |
| Ryanair               | 1. Bari 2. Brindisi 3. Cagliari 4. Katania 5. Bruksela-Charleroi 6. Dublin 7. Lamezia Terme 8. Londyn-Stansted 9. Madryt 10. Manchester 11. Neapol 12. Palermo 13. Walencja Sezonowo: 1. Birmingham 2. Korfu 3. Palma de Mallorca 4. Porto |
| Sky Alps              | 1. Rzym-Fiumicino Sezonowo: 1. Brač 2. Mostar 3. Zadar |
| Transavia             | Sezonowo: 1. Amsterdam |
| TUI Airways           | Sezonowo: 1. Birmingham 2. Bristol 3. Glasgow 4. Londyn-Gatwick 5. Londyn-Stansted 6. Manchester 7. Newcastle |
| Volotea               | 1. Cagliari 2. Katania 3. Madryt 4. Olbia 5. Palermo 6. Paryż-Orly 7. Salerno 8. Sewilla (od 6 listopada 2025) Sezonowo: 1. Alghero 2. Barcelona 3. Bilbao (od 6 grudnia 2025) 4. Heraklion 5. Lampedusa 6. Pantelleria 7. Zakintos |
| Wizz Air              | 1. Katania 2. Tirana Sezonowo: 1. Gdańsk 2. Poznań |